# 3331 Kvistaberg
3331 Kvistaberg (1979 QS) là một tiểu hành tinh vành đai chính được phát hiện ngày 22 tháng 8 năm 1979, bởi C.-I. Lagerkvist ở La Silla.